# André Savard (homme politique)
Pour les articles homonymes, voir André Savard et Savard.
André Savard, né le 27 mai 1911 à Verdun (Meuse) et mort le 25 février 1997 à Castelnau-le-Lez (Hérault), est un homme politique français.

## Biographie
André Savard est évacué de Verdun, comme l'ensemble de la population de la ville, pendant la première guerre mondiale, et suit des études primaires à Aubusson, dans la Creuse. Après le certificat d'études, il devient menuisier comme son père.
Son engagement politique date des années 1930. Il adhère au PCF en 1934, puis à la CGT en 1936 et devient très rapidement secrétaire du syndicat local du bâtiment. À partir de 1938, il est secrétaire de la section communiste de Verdun.
Mobilisé en 1939, fait prisonnier, il n'est libéré qu'en octobre 1942 et revient dans la Meuse où il travaille dans une usine de chaux. Il ne participe pas à la résistance, et reprend contact avec le PCF seulement en 1944.
Déjà engagé au sein du syndicat du bâtiment de la CGT, président du conseil des prud'hommes de Verdun, il devient secrétaire de la fédération communiste de la Meuse en 1946,
Déjà tête de liste communiste lors des élections des deux premières constituantes, il est élu député en novembre 1946, avec 21,3 % des voix.
L'année suivante, il entre au conseil municipal de Verdun, et, en 1948, ne se représente pas au poste de secrétaire fédéral du PCF.
En 1951, sa liste accuse une nette baisse de son résultat électoral et, avec seulement 17,2 % des voix, il n'est pas réélu député. Il reprend alors la direction fédérale du PCF.
En 1956, la liste communiste progresse nettement, et avec 21,9 % des voix, André Savard retrouve son siège de député.
À la fin de la Quatrième République, il rompt avec les consignes du Parti Communiste, et vote pour le retour de Charles de Gaulle au pouvoir.
La direction ne semble pourtant pas lui en tenir rigueur, car il est maintenu à la direction fédérale jusqu'en 1964 et de nouveau plusieurs fois candidat à la députation, dans les premières années de la Cinquième république, ainsi qu'aux sénatoriales de 1959 et 1965, sans succès.
Il disparaît de la scène politique en 1970, quand il quitte le département.

## Détail des fonctions et des mandats
Mandats parlementaires
- 10 novembre 1946 - 4 juillet 1951 : Député de la Meuse
- 2 janvier 1956 - 8 décembre 1958 : Député de la Meuse